# Aspathines aeneus
Aspathines aeneus es una especie de coleóptero de la familia Monommatidae.

## Subespecies
- Aspathines aeneus aenus, se localiza en Estados Unidos;
- Aspathines aeneus columbianus, se localiza en Colombia;
- Aspathines aeneus sachtlebeni, se localiza en Brasil y Paraguay.